# Egerton Phillimore
Egerton Grenville Bagot Phillimore (20 de desembre de 1856 – 5 de juny de 1937) va ser un professor britànic de llengua i literatura gal·lesa.

## Biografia
Phillimore va néixer al número 21 de Chester Square, a Belgravia, Londres, el 20 de desembre de 1856, fill de John George Phillimore i Rosalind Margaret, née Cavaller-Bruce. Va anar a l'escola de Windersham House a Amesbury i llavors a la Westminster School de Londres. Va obtenir el seu BA de l'Església Cristiana d'Oxford el 1879 i un Master of Arts el 1883. Va ser admès com a advocat al Middle Temple el 1877.

## Carrera
Mentre a Oxford, Phillimore va conèixer John Rhys, Whitley Stokes i altres personalitats que van estimular el seu interès en la cultura gal·lesa. Va aprendre la llengua i va començar a col·leccionar llibres gal·lesos, així com manuscrits. Des de 1903 va viure a Corris, a Snowdonia. Va publicar una antologia de Literatura pornogràfica gal·lesa, Welsh Ædoeology, a Alemanya.